# Nikolai Nikolajewitsch Sarudin
Nikolai Nikolajewitsch Sarudin (russisch Николай Николаевич Зарудин; * 1. Oktoberjul. / 13. Oktober 1899greg. in Pjatigorsk, Russland; † 13. August 1937 in Moskau) war ein sowjetischer Schriftsteller.
Sarudin, geboren als Nikolai Eichelman in einer russlanddeutschen Familie, war im Bürgerkrieg Politkommissar. 1923 veröffentlichte er seinen ersten Gedichtband. Er war Mitglied der Literatengruppe Perewal und schrieb regelmäßig in Krasnaja now. Dreißig Nächte in einem Weinberg (1932) ist sein Hauptwerk. Als Linksoppositioneller wurde er aus der Kommunistischen Partei ausgeschlossen und 1937 hingerichtet. 1956 wurde er rehabilitiert.